# Козача (коса, Київ)
Козача коса - піщана коса - елемент заплави Дніпра у межах м. Києва. Фланкує з боку лівого берега затоку в якій наразі знаходяться острови Козачий і Ольжин. Координати об'єкту 50.330171, 30.612118

## Формування
На мапі Київської губернії 1849-1850 рр. район сучасної Козачої коси-острова Козачий показаний як цілісна ділянка правобережного острова Жуків. Цю ділянку перетинають рукави гирлової частини річки Віта. На мапах 1930-1940-х рр. помітно що сучасна Козача коса – це колишня лівобережна мілина. Головне русло Дніпра тоді проходило між нею та островами Козачий та Круглик (сучасний Ольжин). Як свідчить детальна мапа 1960 р., в цей час головне русло Дніпра змінилося та пішло в бік лівого берега. Воно відрізало колишні лівобережні коси та фланкувало ними зі сходу острови Козачий та Ольжин. Колишнє головне річище на цій мапі позначено як Старик. На радянських схемах Києва 1980-х рр. помітно що Старик на захід від острова Козачий було остаточно перекрито дамбою, яка також пройшла по східному краю кількох алювіальних масивів, що призвело до остаточного утворення Козачої коси. 

## Загрози
В 2000-х рр. значну частину Козачої коси знищили для забору піску.

## Заходи з охорони
Об'єкт включений до  складу зони стаціонарної рекреації та господарської зони реігонального-ландшафтного парку "Дніпровські острови". Об'єкт маю бути оголошений заказником місцевого значення та бути включений до зони регульованої рекреації національного природного парку "Дніпровські острови".